# 道格拉斯·弗雷泽
道格拉斯·马尔科姆·弗雷泽空军上将（英語：Douglas Malcolm Fraser，1953年4月16日—），已于2013年1月1日退役，曾任美国南方司令部司令，是南方司令部第一位空軍出身的司令，此前，2008年4月至2009年6月24日，他曾担任美国太平洋司令部副司令。
弗雷泽大学就读于美国空军学院，于1975年毕业任官成为空军军官。他曾在欧洲、太平洋、空军战斗司令部、空军空间司令部等部任作战职位。
他是一名有超过2700飞行小时的空军特级飞行员，主要飞行F-15鹰式战斗机和F-16隼式战斗机。

## 教育经历
- 美国空军学院1975年班
- 1975年 科罗拉多州，科泉市，美国空军学院，获政治学理学硕士学位
- 1979年 阿拉巴马州，麦克斯韦空军基地，中队军官学校
- 1987年 阿拉巴马州，马克斯韦尔空军基地，美国空军指挥参谋学院
- 1987年 阿拉巴马州，奥本大学，获得政治学硕士学位
- 1992年 华盛顿特区，国家战争学院
- 2005 阿拉巴马州，麦克斯韦空军基地，联合将官作战课程

## 任职经历
1. 1975年8月—1976年7月毕业，俄克拉荷马州，万斯空军基地，本科生飞行训练，学員
2. 1976年9月—1977年5月，亚利桑那州，卢克空军基地，第405战术训练队，F-15战斗机学員
3. 1977年6月—1980年5月，德国，碧特博格空军基地，第36战术战斗机联队，F-15战斗机飞行员
4. 1980年6月—1983年6月，亚利桑那州，卢克空军基地，第405战术训练联队，F-15战斗机中队武器官
5. 1983年7月—1985年6月，新墨西哥州，霍洛曼空军基地，第49战术战斗机联队，小队长
6. 1985年7月—1986年7月，德克萨斯州，博格斯特罗姆空军基地，第12航空队，司令侍从副官
7. 1986年8月—1987年6月，阿拉巴马州，麦克斯韦空军基地，空军指挥参谋学院学員
8. 1987年7月—1989年7月，华盛顿特区，空军总部，计划资源局，担任战斗机计划员
9. 1989年7月—1991年5月，华盛顿特区，空军总部，空军参谋长参谋团成员
10. 1991年7月—1992年6月，日本，嘉手纳空军基地，第18联队，作战支援中队，武器战术小队，小队长
11. 1992年6月—1992年10月，该联队第44战斗机中队，作战處長
12. 1992年10月—1993年7月，该联队第12战斗机中队，中队长
13. 1993年8月—1994年7月，华盛顿特区，国家战争学院，学生
14. 1994年7月—1996年7月，华盛顿特区，国防部战略需求助理部长室，分析助理
15. 1996年7月—1997年6月，华盛顿特区，空军总部，空军参谋长作战参谋团，處長
16. 1997年7月—1999年1月，爱达荷州，芒廷霍姆空军基地，第366战斗机联队，作战大队，大队长
17. 1999年2月—2000年1月，夏威夷，美国太平洋司令部，总司令执行助理
18. 2000年1月—2002年4月，阿拉斯加州，埃尔门多夫空军基地，第2联队，联队长
19. 2002年4月—2003年6月，科罗拉多州，施里弗空军基地，空军空间司令部，空间战中心，司令
20. 2003年5月—2005年10月，科罗拉多州，彼得森空军基地，空军空间司令部，A3空天作战主管
21. 2005年10月—2008年4月，阿拉斯加州，埃尔门多夫空军基地，美国太平洋司令部，阿拉斯加司令部，司令；第11航空队，司令；阿拉斯加北美防区，司令
22. 2008年4月—2009年6月，夏威夷，美国太平洋司令部，副司令
23. 2009年6月—2013年1月1日，佛罗里达州，迈阿密，美国南方司令部，司令

## 飞行信息
等级: 特级飞行员
飞行小时: 超过2,700
飞行机型: F-15战斗机 和F-16战斗机

## 功奖和徽章
|  | 空军特级飞行员徽章     |
|  | 特级空间和导弹作战徽章 |
|  | 国防部长办公室徽章     |
|  | 美国南方司令部徽章     |

| | 国防部杰出服役勋章       |
| | 空军杰出服役勋章         |
| Bronze oak leaf cluster · Bronze oak leaf cluster                                                     | 国防优异服役勋章 3次     |
| | 功绩勋章                 |
| Bronze oak leaf cluster · Bronze oak leaf cluster · Bronze oak leaf cluster                           | 军功奖章 4次             |
| Bronze oak leaf cluster                                                                               | 空军嘉奖 2次             |
| | 空军成就奖章             |
| Bronze oak leaf cluster                                                                               | 空军优秀集体奖 2次       |
| Bronze oak leaf cluster                                                                               | 空军优秀组织奖 2次       |
| Bronze star                                                                                           | 国防服役奖章 2次         |
| | 反恐战争服役奖章         |
| Bronze oak leaf cluster · Bronze oak leaf cluster                                                     | 空军长期海外服役勋表 3次 |
| Silver oak leaf cluster · Bronze oak leaf cluster · Bronze oak leaf cluster · Bronze oak leaf cluster | 空军长期服役勋表 9次     |
| | 空军轻武器特等射手勋表   |
| | 空军训练勋表             |

## 军衔晋升
| 标志 | 军衔 | 日期           |
| ---- | ---- | -------------- |
|      | 上将 | 2009年6月25日  |
|      | 中将 | 2005年10月11日 |
|      | 少将 | 2004年8月1日   |
|      | 准将 | 2001年7月1日   |
|      | 上校 | 1995年2月1日   |
|      | 中校 | 1990年4月1日   |
|      | 少校 | 1986年10月1日  |
|      | 上尉 | 1979年6月4日   |
|      | 中尉 | 1977年6月4日   |
|      | 少尉 | 1975年6月4日   |